# NGC 1317

NGC 1317

NGC 1317 في الفهرس العام الجديد، هي مجرة حلزونية، تقع في كوكبة الكور. اكتشفت في 1826 بواسطة جيمس دنلوب.

## روابط خارجية
- NGC 1317 على موقع ويكي سكاي: DSS2, SDSS, GALEX, IRAS, Hydrogen α, X-Ray, Astrophoto, Sky Map, Articles and images